# 梅溪湖东站
梅溪湖东站位于中华人民共和国湖南省长沙市岳麓区映日路与麓景路交叉口地下，是长沙地铁2号线的地铁车站，于2015年12月28日开通。

## 车站

### 车站结构
| 地下 一层 | 站厅层                             | 站厅、售票机、客服中心、出入口               |  |
| 地下 二层 |                                    | 2号线列车开往梅溪湖西（下一站:文化艺术中心） |  |
| 地下 二层 | 岛式月台，左边车门将会开启         |                                              |  |
| 地下 二层 | 2号线列车开往光达（下一站:望城坡） |                                              |  |

## 车站周边
- 步步高超市
- 振业城